# Montes Ellsworth
Los montes Ellsworth constituyen la cordillera más alta de la Antártida, la formación montañosa se extiende a lo largo de 360 kilómetros y tiene 48 km de ancho, está orientada de norte a sur sobre el lado oeste de la barrera de hielo Ronne. 
Están divididos en dos por el glaciar Minnesota, la mitad norte constituye la cordillera Sentinel y la mitad sur la cordillera Heritage. La primera, con mucho, es la mayor y más espectacular, con el macizo Vinson (4892 m), que es el punto más alto en el continente. Las montañas fueron descubiertas el 23 de noviembre de 1935, por Lincoln Ellsworth, en el curso de un histórico vuelo que realizó desde la isla Dundee a la Barrera de hielo de Ross. El explorador le dio el descriptivo nombre de cordillera Sentinel.

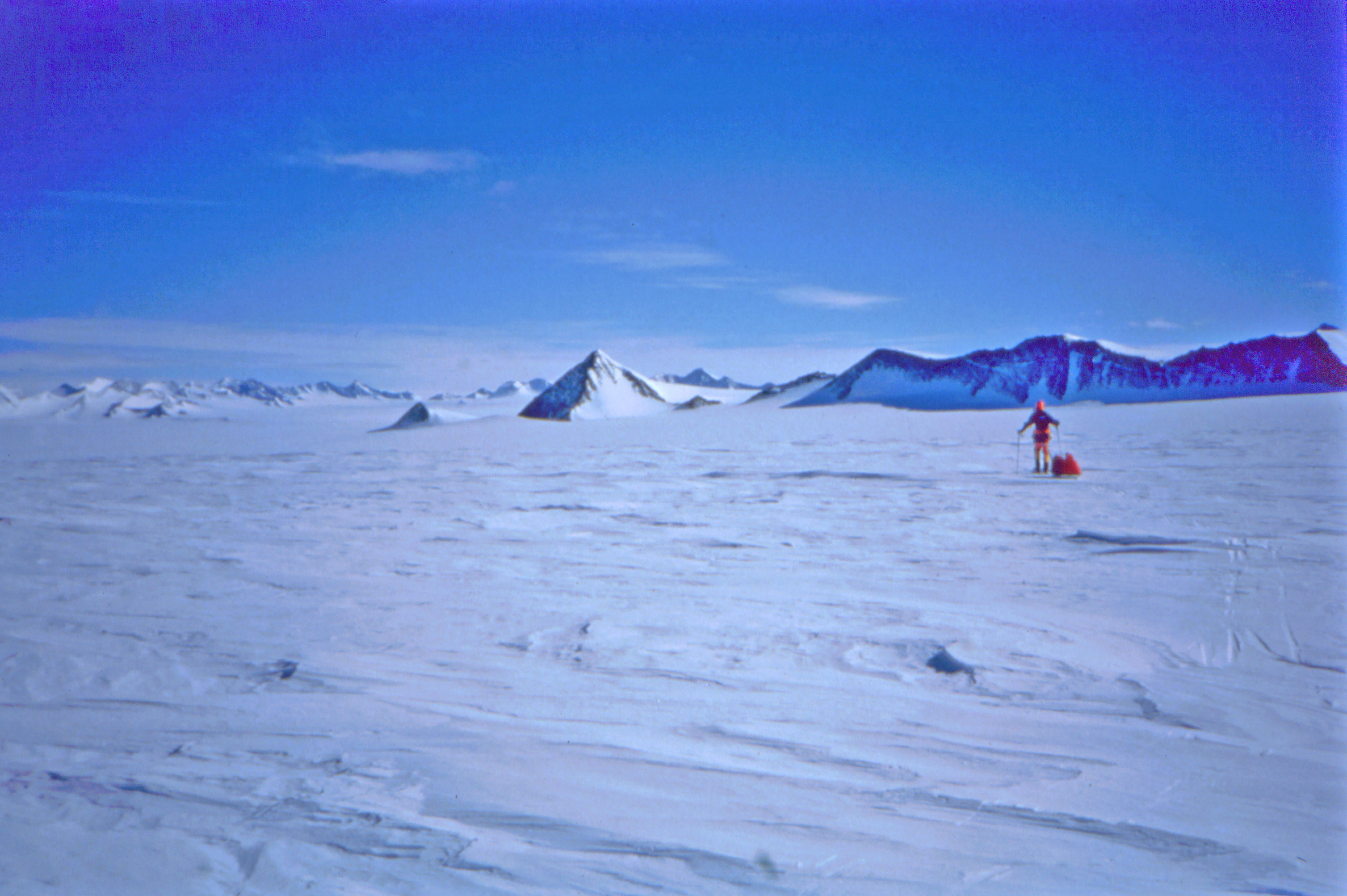
El valle Herradura que forma parte de la cordillera Heritage, que a su vez integra la mitad sur de los montes Ellsworth. En la fotografía se puede ver el pico Lippert, en el horizonte se ve una montaña negra, es la cima Chiavari.

## Cartografía

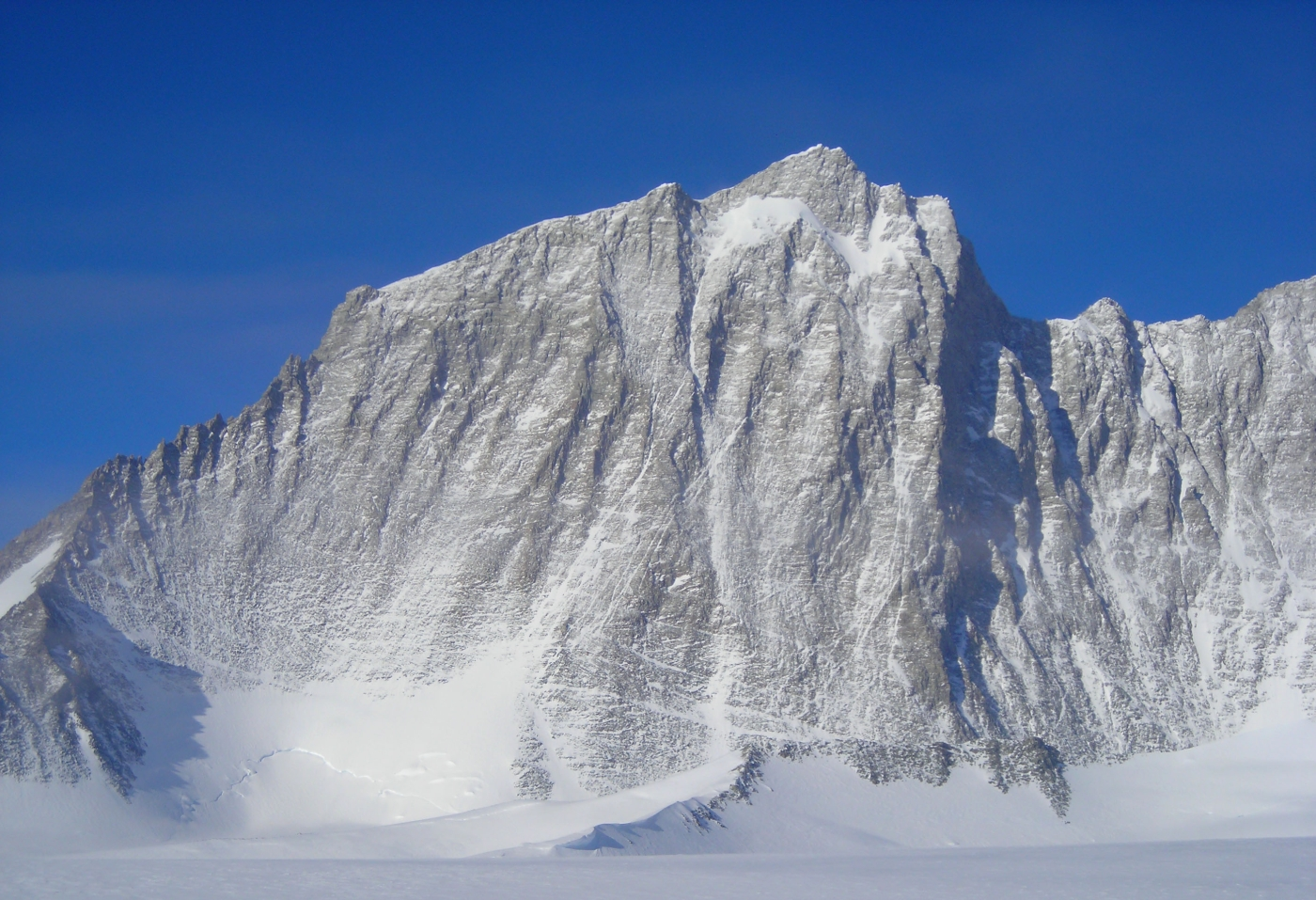
Monte Gardner, 4587 m de altura.

Las montañas fueron cartografiadas en detalle por el USGS por medio de la toma de datos sobre el terreno y con fotografías aéras realizadas por la Marina de los EE. UU. de 1958 a 1966. Cuando se hizo evidente que la cordillera estaba constituida por dos formaciones distintas, el Advisory Committee on Antarctic Names (US-ACAN) denominó como cordillera Sentinel a la mitad norte y le dio el nombre de cordillera Heritage al tramo sur, aunque el Comité recomendó que todo el grupo de montañas se llamase tal y como las había bautizado su descubridor.

## Clima
Las temperaturas promedio en los montes Ellsworth son de alrededor de -30°C. Los mejores meses para las expediciones son de noviembre a enero, mediados del verano en el hemisferio sur. Sin embargo, la organización de una expedición a la zona es una tarea difícil, pues requiere un patrocinio científico oficial.